# Trigon-film
Die Stiftung trigon-film ist eine öffentlich-rechtliche Kultur-Stiftung (im Sinne von Artikel 80 ff ZGB). Die im Kanton Basel-Stadt eingetragene Stiftung hat ihren Sitz im aargauischen Ennetbaden. Sie hat den Auftrag, die Kenntnisse des Filmschaffens aus Afrika, Asien und Lateinamerika zu fördern und kann auch Filme anderer Herkunft berücksichtigen, wenn sie dies kulturell und entwicklungspolitisch für wichtig hält. Sie tritt als Filmverleiher auf und gibt unter eigenem Label auch DVDs heraus.

## Geschichte
Die Stiftung wurde 1988 vom Basler Filmjournalisten Bruno Jaeggi gegründet, weil gemäss Bundesamt für Statistik das Filmschaffen aus Afrika, Asien und Lateinamerika praktisch nicht im Kino zu sehen war. Die Stiftung engagiert sich seither in der Vermittlung und Förderung von Filmen aus Ländern des Südens und Ostens. Im Verlauf ihrer Tätigkeit hat trigon-film mehr als 500 Filme aus 84 Ländern in die Kinos gebracht und über 320 Titel in einer eigenen DVD-Edition herausgebracht, viele davon auch in Österreich und Deutschland, wo sie Zweigstellen hat.
Die Filmschaffenden Fernando Solanas (Argentinien), Souleymane Cissé (Mali), Andrei Tarkowski (Russland), Jasmila Zbanic (Bosnien), Hirokazu Koreeda (Japan), Glauber Rocha (Brasilien), Claudia Llosa (Peru), Hou Hsiao-hsien (Taiwan), Akira Kurosawa (Japan), Abderrahmane Sissako (Mauretanien), Kenji Mizoguchi (Japan), Theo Angelopoulos (Griechenland), Clara Law (Hongkong), Nuri Bilge Ceylan (Türkei) oder Apichatpong Weerasethakul (Thailand) gehören zu den Autoren, von denen  Werke durch die Stiftung trigon-film betreut werden.
Die Stiftung publiziert zudem ein vierteljährlich erscheinendes Magazin in deutscher und französischer Sprache und ist am Schweizer Förderfonds visions sud est beteiligt, der Filmproduktionen aus Ländern des Südens und Ostens mit Herstellungsbeiträgen unterstützt. Präsident der Stiftung trigon-film ist der Berater für internationale Zusammenarbeit Martin Fässler, als Stiftungs-Direktor wirkt seit 1999 der Publizist Walter Ruggle. Die Geschäftsstelle mit zehn Mitarbeitenden ist in Ennetbaden im Kanton Aargau.
Die Stiftung trigon-film trägt das Zewo-Gütesiegel, welches gemeinnützige Organisationen für den gewissenhaften Umgang mit Spendengeldern auszeichnet.